# Sicyos lasiocephalus
Sicyos lasiocephalus är en gurkväxtart som beskrevs av Carl Skottsberg. Sicyos lasiocephalus ingår i släktet hårgurkor, och familjen gurkväxter. Inga underarter finns listade i Catalogue of Life.